# Malétable
Malétable ist eine Ortschaft und eine Commune déléguée in der französischen Gemeinde Longny les Villages mit 98 Einwohnern (Stand: 1. Januar 2022) im Département Orne in der Region Normandie.
Mit Wirkung vom 1. Januar 2016 wurden die früheren Gemeinden Longny-au-Perche, La Lande-sur-Eure, Malétable, Marchainville, Monceaux-au-Perche, Moulicent, Neuilly-sur-Eure und Saint-Victor-de-Réno zu einer Commune nouvelle mit dem Namen Longny les Villages zusammengelegt und haben in der neuen Gemeinde den Status einer Commune déléguée. Der Verwaltungssitz befindet sich im Ort Longny-au-Perche. Die Gemeinde Malétable gehörte zum Arrondissement Mortagne-au-Perche und zum Kanton Tourouvre.

## Lage
Nachbarorte von Malétable sind Tourouvre im Nordwesten, L’Hôme-Chamondot im Norden, Moulicent im Osten, Longny-au-Perche im Süden und Autheuil im Südwesten.

## Bevölkerungsentwicklung
| Jahr      | 1962 | 1968 | 1975 | 1982 | 1990 | 1999 | 2006 | 2015 |
| --------- | ---- | ---- | ---- | ---- | ---- | ---- | ---- | ---- |
| Einwohner | 142  | 121  | 123  | 114  | 107  | 118  | 105  | 106  |

## Sehenswürdigkeiten

Kirche Notre-Dame de la Salette

- Kirche Notre-Dame de la Salette